# Antonio Stacchini

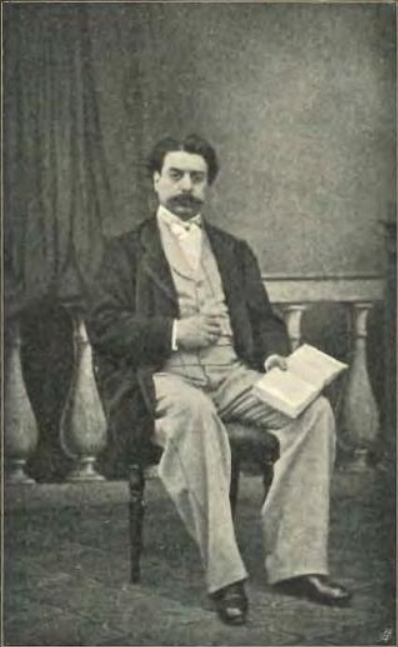
Antonio Stacchini

Antonio Stacchini (Livorno, 1822 – Firenze, 1893) è stato un attore teatrale italiano.

## Biografia
Nasce a Livorno da Giuseppe Stacchini, avvocato fiorentino e da Maria Costanza De-Ricci. 
Completò i primi studi a Livorno nel collegio di San Sebastiano.  In seguito fu ammesso alla facoltà di medicina dell’università di Pisa. Tuttavia, dopo il primo anno, passò all’università di Firenze uscendone dottore in farmacia. In parallelo agli studi coltivò l’interesse per la recitazione e nel 1839 esordì in teatro con la compagnia della seta di Livorno. Fu per un breve periodo farmacista dell’ospedale militare di Alessandria d’Egitto. Prese parte alla Prima guerra d'Indipendenza Italiana, combattendo a Curtatone, Montanara e  Goito.
Nel 1848 fu primo attor giovane nella compagnia Landozzi e nel 1854 fu con Luigi Domeniconi, mentre nel 1855 si stabilì presso la compagnia di Laura Bon. Dal 1856 fu capocomico. Nella sua compagnia nel 1863 entrano seppur per poco Tommaso Salvini e Clementina Cazzola.  